# Soldadura autògena

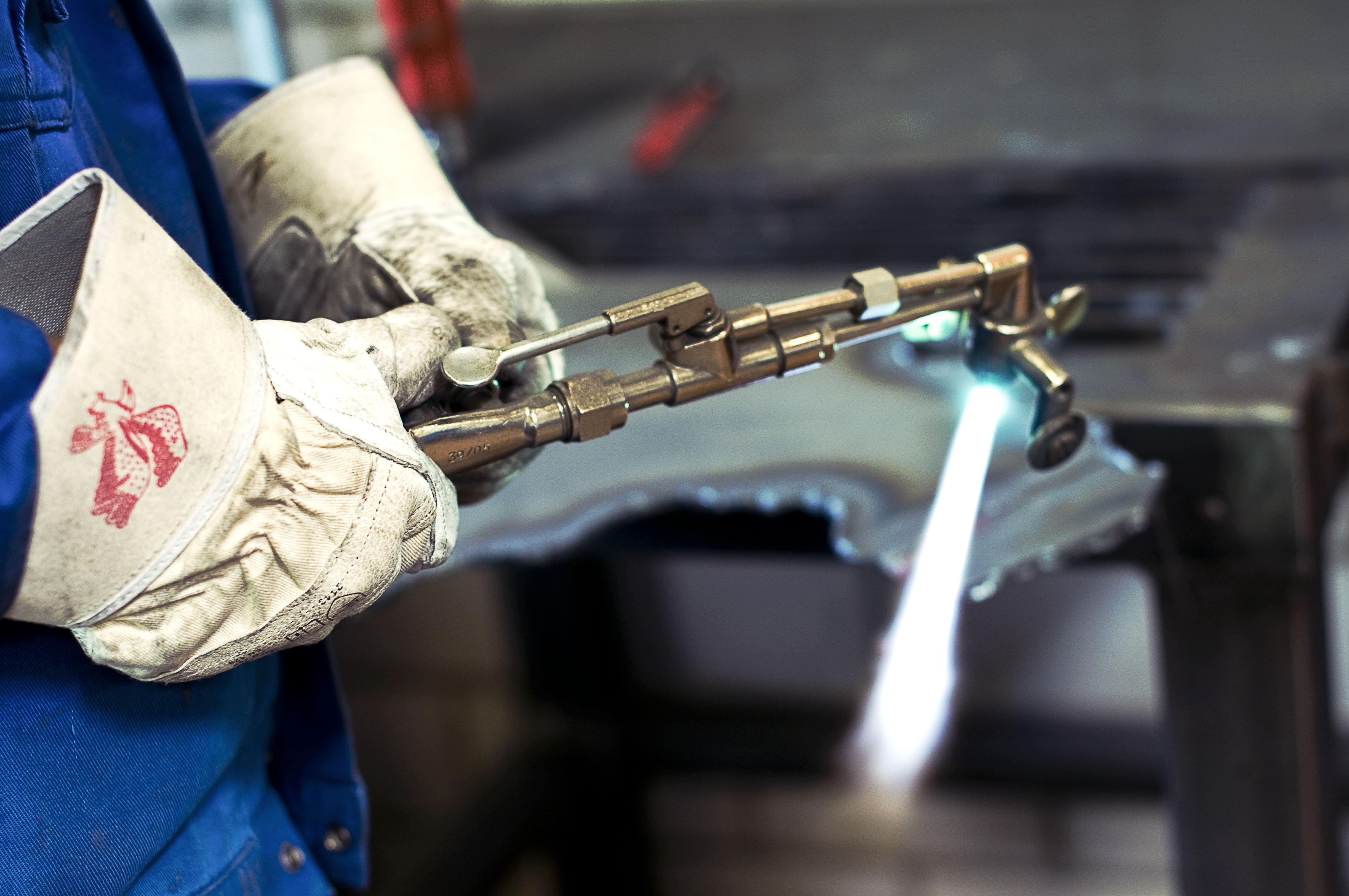
Un soldador efectuant un tall en una peça d'acer amb una torxa de gas

La soldadura autògena és una forma de soldadura en què el material d'aportació s'obté mitjançant la fusió del material base o té la mateixa composició. La soldadura es pot formar completament mitjançant la fusió de parts del metall base i no s'utilitza cap vareta de material d'aportació addicional. Hi ha algunes variacions en l'ús d'aquest terme. Aquells que s'ocupen d'ensenyar l'habilitat artesanal de la soldadura tendeixen a definir-la com sense l'ús de varetes de material d'aportació, és a dir, la tècnica es basa exclusivament en el metall base. Quan es parla de la metal·lúrgia de la junta soldada no es pot fer cap distinció entre el material d'aportació i el metall base, sempre que la metal·lúrgia final sigui idèntica.

## Tipus
La majoria dels processos de soldadura es poden fer tan de forma autògena com utilitzant material d'aportació addicional. Alguns són bàsicament autògens i eviten el material d'aportació, però alguns processos de soldadura d'arc, incloent processos importants com ara la soldadura manual d'arc metàl·lic (amb vareta) i la soldadura MAGS (amb alimentació de filferro), no es poden considerar com soldadura autògena, ja que depenen del consum d'una vareta d'aportació per a generar l'arc.
Entre alguns dels processos que solen ser autògens, hi ha la soldadura de plom (tot i que opcionalment es pot utilitzar material d'aportació) i la soldadura d'oxi-acetilè en alguns casos, com ara la soldadura de la costura de les vores de dues làmines superposades. La soldadura per resistència, tant la soldadura per punts com la soldadura de costura, és inherentment autògena, ja que no hi ha cap manera adequada d'aplicar-hi cap tipus de material d'aportació. La soldadura per fricció i làser tenen restriccions similars.
Alguns aliatges són propensos a canviar la seva composició quan s'escalfen, especialment la pèrdua de zinc del llautó per la seva evapora com a vapor. En aquests casos, es pot proporcionar un excés del 2-3% de zinc addicional a la vareta de material d'aportació per compensar.  El silici també es pot utilitzar com a additiu per reduir aquesta pèrdua. 
Alguns materials, com la sèrie HY-80 d'acers d'alta resistència, requereixen un procés no autogen per tal de controlar la seva metal·lúrgia. Tanmateix, s'han utilitzat processos avançats, com ara la soldadura amb arc làser híbrid, per aconseguir el mateix efecte de manera totalment autògena.